# Campionato europeo femminile di pallacanestro Under-16 1997
Il Campionato europeo femminile di pallacanestro Under-16 1997 (noto anche come FIBA EuroBasket Women Under-16 1997) si è svolto in Ungheria, a Sopron.

## Classifica finale
| Campione d'Europa | Campione d'Europa | Campione d'Europa |
| ----------------- | ----------------- | ----------------- |
| Russia            |                   |                   |
| Argento           | Rep. Ceca         |                   |
| Bronzo            | Francia           |                   |
| 4.                | Bielorussia       |                   |
| 5.                | Spagna            |                   |
| 6.                | Croazia           |                   |
| 7.                | Jugoslavia        |                   |
| 8.                | Ungheria          |                   |
| 9.                | Polonia           |                   |
| 10.               | Belgio            |                   |
| 11.               | Italia            |                   |
| 12.               | Romania           |                   |